# Zsolt Borkai
Zsolt Borkai (n. 31 august 1965, Győr, Ungaria) este un gimnast artistic maghiar, medaliat olimpic. A participat la o ediție a Jocurilor Olimpice (1988) în care a câștigat o medalie de aur.

## Participări
Lista de mai jos prezintă principalele competiții la care a participat Zsolt Borkai de-a lungul carierei.
- gymnastics at the 1988 Summer Olympics – men's pommel horse[*]